# Георги Попстанков
Георги Дионисиев Попстанков е български общественик, деец на Ениджевардарско–Гумендженското благотворително братство.

## Биография
Георги Попстанков е роден в 1895 година в южномакедонския град Енидже Вардар, тогава в Османската империя. Работи като шивач. Преселва се в София, където го заварва началото на Балканската война. Включва се като доброволец в Македоно-одринското опълчение и служи в лазарета.
След войните за национално обединение отново се установява в София, където през 1936  година влиза в ръководството на Ениджевардарското благотворително братство като секретар.